# 6,35 mm
O cartucho calibre .25 ACP (ou .25 AUTO, 6,35mm Browning ou 6.35×16mm SR) foi projetado em 1905 por John Browning, criador da famosa M1911, em parceria com a Fabrique Nationale para a pistola M1905. O cartucho foi criado por John Browning para as primeiras pistolas blowback, que não tem um mecanismo de bloqueio.

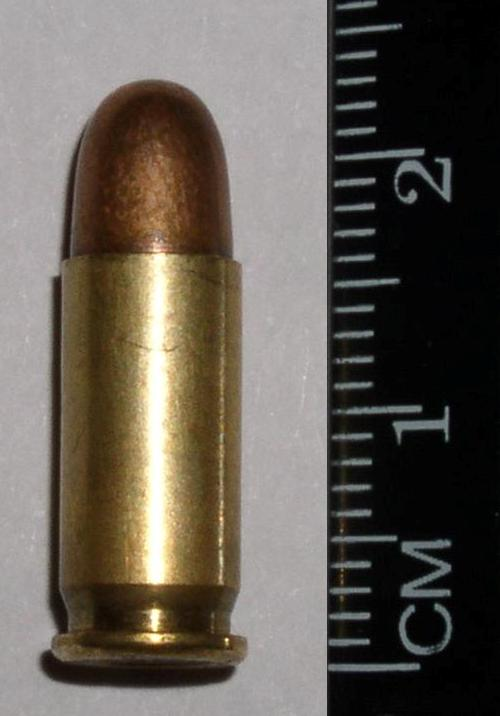
Um projétil calibre 6,35 mm Browning

Sendo um dos menores calibres existentes, seu projétil de 50-grain (3.2 g) obtém uma velocidade de 232 m/s (760 ft/s); 64 ft·lbf. Apesar da velocidade inicial elevada do cartucho seu poder de parada é baixo (em particular em razão de sua ogiva blindada). Neste ponto os cartuchos de calibre.22 dotados de ogivas adaptadas são muito mais eficazes.
Esta munição se tornou muito popular com a pistola automática Browning ao longo da primeira metade do século XX,  arma que foi copiada no mundo inteiro, popularizando assim a munição 6,35 mm.
Em comparação com os calibres mais usuais .38 e .22 tem um poder de penetração maior e são mais confiáveis, já que foi projetado para pistolas. Apesar do tamanho ser reduzido, bem próximo de uma .22, tem um recuo e estampido maior.

## Referência Bibliográfica
- GOMES, Gérson Dias e FLORES, Érico Marcelo. Tiro de Combate Policial. 2ª Edição, 2000.